# Hypamblys romani
Hypamblys romani là một loài tò vò trong họ Ichneumonidae.